# Leptosciarella dentata
Leptosciarella dentata är en tvåvingeart som först beskrevs av Werner Mohrig och Nina Krivosheina 1979.  Leptosciarella dentata ingår i släktet Leptosciarella och familjen sorgmyggor. Inga underarter finns listade i Catalogue of Life.